# 雷蒙德·弗洛伊德
雷蒙德·弗洛伊德（英語：Raymond Floyd，1942年9月4日—），美國職業高爾夫球手，曾多次贏得PGA巡回赛及冠军巡回赛，於1989年入選世界高爾夫名人堂。